# Thalassophryne
Thalassophryne es un género de toadfishes que se encuentra en el oeste del Océano Atlántico con una especie (T. Amazonica) situada en el río Amazonas.

## Especies
Las siguientes seis especies fueron reconocidas en este género:
- Thalassophryne amazonica, Steindachner, 1876.
- Thalassophryne maculosa, Günther, 1861
- Thalassophryne megalops, B. A. Bean y A. C. Weed, 1910.
- Thalassophryne montevidensis, (C. Berg, 1893).
- Thalassophryne nattereri, Steindachner, 1876.
- Thalassophryne punctata, Steindachner, 1876.

## Veneno
Los miembros del género Thalassophryne son venenosos. El veneno se entrega a través de dos espinas huecas en la aleta dorsal y dos espinas en regiones pre-operculares, una glándula venenosa se encuentra en la base de las espinas y puede ser erigida o deprimida por los peces.